# Calophasia almoravida
Calophasia almoravida is een vlinder uit de familie uilen (Noctuidae). De wetenschappelijke naam is voor het eerst geldig gepubliceerd in 1863 door Graslin.
De soort komt voor in Europa.